# Akrolit
Akrolit (iz grških Akros = visoka in lithos = kamen) je tehnika za izdelavo starogrških kipov (kasneje tudi rimskih), v katerih so bili le deli neoblečenega telesa (glava, roke, noge) iz kamna, običajno marmorja, preostali deli pa so bili narejeni iz lesa, ki je bil lahko obarvan ali obložen s kovino ali celo bolj dragocen bron.
Primeri: 
- Akrolit Ludovisi (okoli 480 - 470 pred našim štetjem); Rim, Narodni muzej, zbirka Ludovisi
- Velikanski kip Konstantina Velikega, iz bazilike Maxentius v Rimu (iz začetka 4. stoletja); Rim, Kapitolski Muzeji
- Atena Areia iz Plataeans
- Antinous Mondragone
- Hera Farnese
- Gaj Avgust Oktavijan, rimska mitologija, Tiberij, Livija Druzila iz Leptis Magne v Libiji